# Université internationale libanaise
Pour les articles homonymes, voir Uil.
L’université internationale libanaise (LIU; en arabe : الجامعة اللبنانية الدولية), possédé par l'ancien ministre libanais de la défense Monsieur Abdul Rahim Mourad, a été fondée en avril 2001, comme Université de Bekaa, avec son campus dans Bekaa, Al-Khyara, Al Gharbi de Bekaa d'Al, et depuis a reçu un diplôme sa première classe d'étudiant de première année en juin 2002. Avec une vision de devenir une véritable université nationale avec la présence internationale, un nouveau campus à Beyrouth a été ouvert et le nom a été changé en : « Université internationale libanaise (LIU) ». Un autre campus plus tard a été construit à côté de Sidon au Liban du sud, et il y a des propositions pour construire les campus internationaux en Égypte, en Roumanie, en Arabie saoudite, en Syrie, aux Émirats arabes unis, et au Yémen. Sa langue d’instruction est l'anglais, mais la plupart des étudiants échangent en arabe.

## Composition
La LIU est composée de cinq écoles :
- École des arts et de la science
- École des affaires et de la gestion
- École d’éducation
- École de la technologie
- École de pharmacie

## La mission
La mission de l’université internationale libanaise est de fournir la qualité plus élevée possible d’une éducation plus élevée, d’une formation et d’une recherche, afin de rencontrer les besoins des individus et des communautés et des entreprises au Liban et dans le monde arabe entier.